# Elia Diodati
Elia Diodati (Ginevra, 11 maggio 1576 – Parigi, 1661) è stato un avvocato e giurista svizzero, noto per aver sostenuta e fatta conoscere l'opera galileiana in Europa.

## Biografia
Nato in Svizzera in una famiglia calvinista originaria di Lucca, dopo gli studi di giurisprudenza si trasferì in Francia, dove venne nominato avvocato di corte. Conosciuto Galileo Galilei nel 1620, durante uno dei suoi viaggi in Italia, con cui rimarrà in contatto – perlopiù epistolare – per tutta la sua vita, fece sua la causa di divulgazione, in tutta Europa (ma non solo limitatamente ad essa), delle nuove teorie galileiane, che gli fu possibile esplicare grazie alle sue numerose conoscenze con i principali rappresentanti della cultura europea. Si adoperò altresì per la pubblicazione delle opere di Galilei in vari stati europei, continuando in questa sua azione anche dopo la morte di Galilei, aprendo una corrispondenza con il suo allievo Vincenzo Viviani, con cui manifestò pure l'intenzione di avviare un progetto, mai però concluso, volto alla pubblicazione delle opere di Galilei.